# خیابان حجاب (تهران)
خیابان حجاب با شماره‌گذاری معابر خیابان ۲۰۵ تهران که تا پیش از انقلاب اسلامی خیابان لوس‌آنجلس نام داشت، یکی از خیابان‌های قدیمی تهران است که در منطقه ۶ شهرداری تهران واقع شده است و جهت شمالی-جنوبی دارد. خیابان حجاب از شمال، از خیابان فاطمی شروع شده و در جنوب به بلوار کشاورز ختم می‌شود. این خیابان در منطقه طرح ترافیک راهنمایی و رانندگی تهران بزرگ واقع شده است.
بوستان لاله، فدراسیون والیبال ایران و مرکز آفرینش‌های فرهنگی هنری کانون پرورش فکری کودکان و نوجوانان در ضلع غربی خیابان حجاب قرار دارند.